# 태현경
《태현경》(太玄經)은 양웅(楊雄)의 주저(主著)이다.
현(玄)이라는 것은 우주를 통일하는 감각되지 않는 본체(本體)이고, 태(太)는 그 현에 대한 미칭(美稱)이다. 한대의 역학(易學)은 음양2기(陰陽二氣)의 결합운동을 상징적인 형상의 변화로 표시하였으나, 이 책에서는 다시 도가의 도(道=우주의 본체)의 관념을 빌어서 현(玄)이라고 이름한 다음 그것을 2기(二氣)의 통일체로 상정하였다. 이 현(玄)이 만물로 전개해 가는 양상을 세 가지의 상징적인 부호(符號-易에서는 2종류)의 조합과 난해한 찬(贊)(解說文)으로 표현하려 하였는데 다분히 《역(易)》과 《역전(易傳)》의 형식을 모방한 것이다. 사상적으로는 《역전(易傳)》의 음양설과 《노자(老子)》의 천도관(天道觀)에 기본하여 세계의 형성과 변화를 체계화하였다. 현리편에 의하면, 현(玄)은 음양2기(陰陽二氣)가 혼돈된 분화되지 않은 것의 총체이며, 그것은 2기(二氣)의 결합운동의 전규율(全規律) 그 자체로서 만물 속에 존재하여 상호간을 연계하는 작용을 갖고 있다. 그것은 지(智)·인(仁)·용(勇)·공(公)·통(通)·성(聖)·명(命) 등이라고 하는 한정된 작용을 '명명(冥冥)한 속에' 눈에 보이지 않으면서 통합시키고 있는 것이다. 이 사상이야말로 대체로 범신론적(汎神論的)인 세계관에 가깝다고 하겠다. 또 현형편(玄瑩篇)에서는 선진시대(先秦時代)의 도가사상(道家思想)에 있던 '자연에 인순(因循)' 하는 생각을 발전시켜 객관적 정황을 중시하고 주관적 해석을 피하도록 힘쓰고 있다. 이것은 그의 천문이나 역(曆)의 지식의 결과라 하겠다. 그 때문에 이 책은 당시의 정통사상이었던 신비주의적 세계관이나 예언(豫言), 참위설 (讖緯說)에 반대한 후한(後漢)의 환담(桓譚), 왕충(王充), 장형(張衡) 등으로부터 호평을 받았다. 한편 이것은 6조(六朝)의 도가사상의 선구라고도 평가되고 있다.

## 같이 보기
- 팔괘
- 삼진법